# Солнечный столб

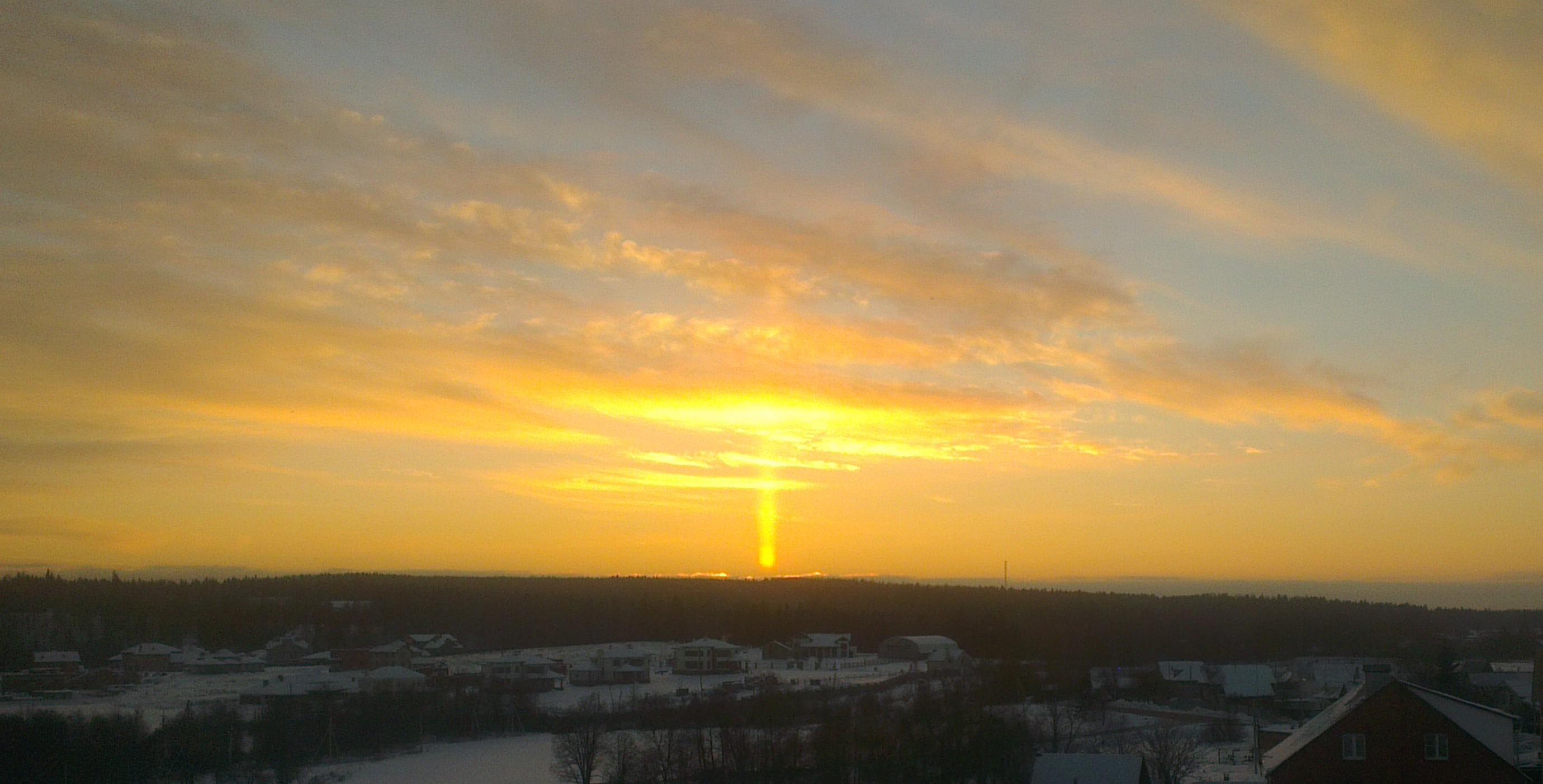
Солнечный столб в Истре, Московская область

Схема образования световых столбов при отражении света от горизонтальных поверхностей ледяных кристалликов в воздухе. На схеме изображён наземный источник (фонарь), однако им может быть и небесное светило (Луна, Солнце, Венера)

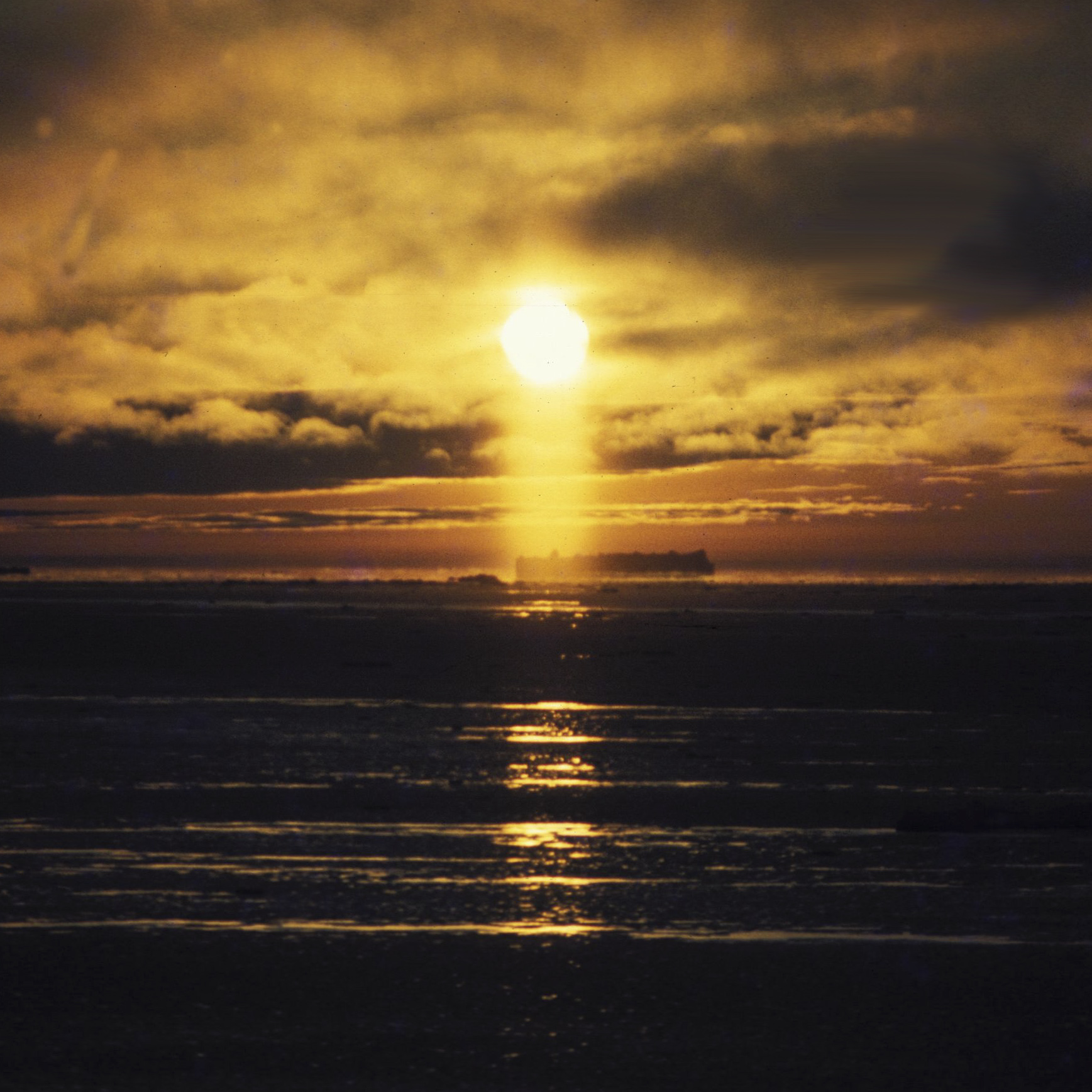
Солнечный столб может возникать и ниже солнца (фотография сделана в Антарктике). Солнечная дорожка на воде продолжает солнечный столб, что объясняется сходством оптической схемы обоих явлений: дорожка на воде также вызвана отражениями от поверхностей, близких к горизонтали, но не идеально горизонтальных

Светово́й (или со́лнечный) столб — визуальное атмосферное явление, оптический эффект, который представляет собой вертикальную полосу света, тянущуюся вверх от Солнца во время его заката или восхода (ночью наблюдаются также столбы от Луны, ярких планет или от наземных источников света). Явление вызывается отражением света на почти горизонтальных плоских гранях шестиугольных плоских либо столбовидных ледяных кристаллов, взвешенных в воздухе. Плоские кристаллы приводят к появлению солнечного столба, если Солнце находится на высоте 6 градусов над горизонтом либо позади него, столбовидные кристаллы — если Солнце находится на высоте 20 градусов над горизонтом. Кристаллы стремятся занять горизонтальную позицию при падении в воздухе, и вид светового столба зависит от их взаимного расположения. Такие кристаллы образуются в высоких перистых облаках, наиболее часто в перисто-слоистых. При низких температурах подобные кристаллы также могут образовываться и в более низких слоях атмосферы. Поэтому световые столбы чаще наблюдаются в холодное время года. При формировании светового столба свет отражается либо от нижней или верхней поверхности ледяной пластинки, либо от горизонтальных торцов или граней ледяного стержня.
Ширина столба определяется средним углом отклонения отражающих граней кристаллов от горизонтали, а также размерами источника; в идеальном случае точечного источника и абсолютно горизонтальных кристаллов ширина столба стремится к нулю. Световые столбы от Солнца и Луны имеют ширину не менее 0,5 градуса (угловой диаметр этих светил).
В редких случаях солнечный столб может сопровождаться так называемым паргелическим кругом. Он представляет собой светлую полосу, которая видна на небе на той же высоте, что и солнце. При благоприятных условиях она составляет замкнутый круг, проходящий через солнце и ложные солнца.
Световые столбы нередко формируются вокруг луны, городских огней и других ярких источников света. Столбы, исходящие от низко расположенных источников света, обычно намного длиннее, чем солнечные или лунные столбы. Чем ближе к световому столбу находится наблюдатель, тем меньше сказывается расположение кристаллов в пространстве на внешнем виде столба.
Сходные оптические явления возникают при ледяных иглах — атмосферном явлении, твёрдых осадках в виде мельчайших ледяных кристаллов, парящих в приземном слое воздуха в морозную погоду. В отличие от световых столбов (оптического эффекта, возникающего в верхней тропосфере), ледяные иглы относятся к атмосферным явлениям и отмечаются метеорологическими станциями.
Поскольку световые столбы формируются вследствие отражения, свет в них частично или полностью поляризован, что можно обнаружить, рассматривая световой столб в поляризатор. Степень поляризации меняется вдоль столба. Как показывают расчёты и экспериментальные наблюдения, свет от наземных источников (находящихся визуально вблизи горизонта) становится полностью горизонтально поляризованным в точке столба, наблюдаемой под углом 37,6° от горизонта (52,4° от зенита — угол Брюстера для поверхности воздух-лёд при коэффициенте преломления льда 1,30).

## Изображения

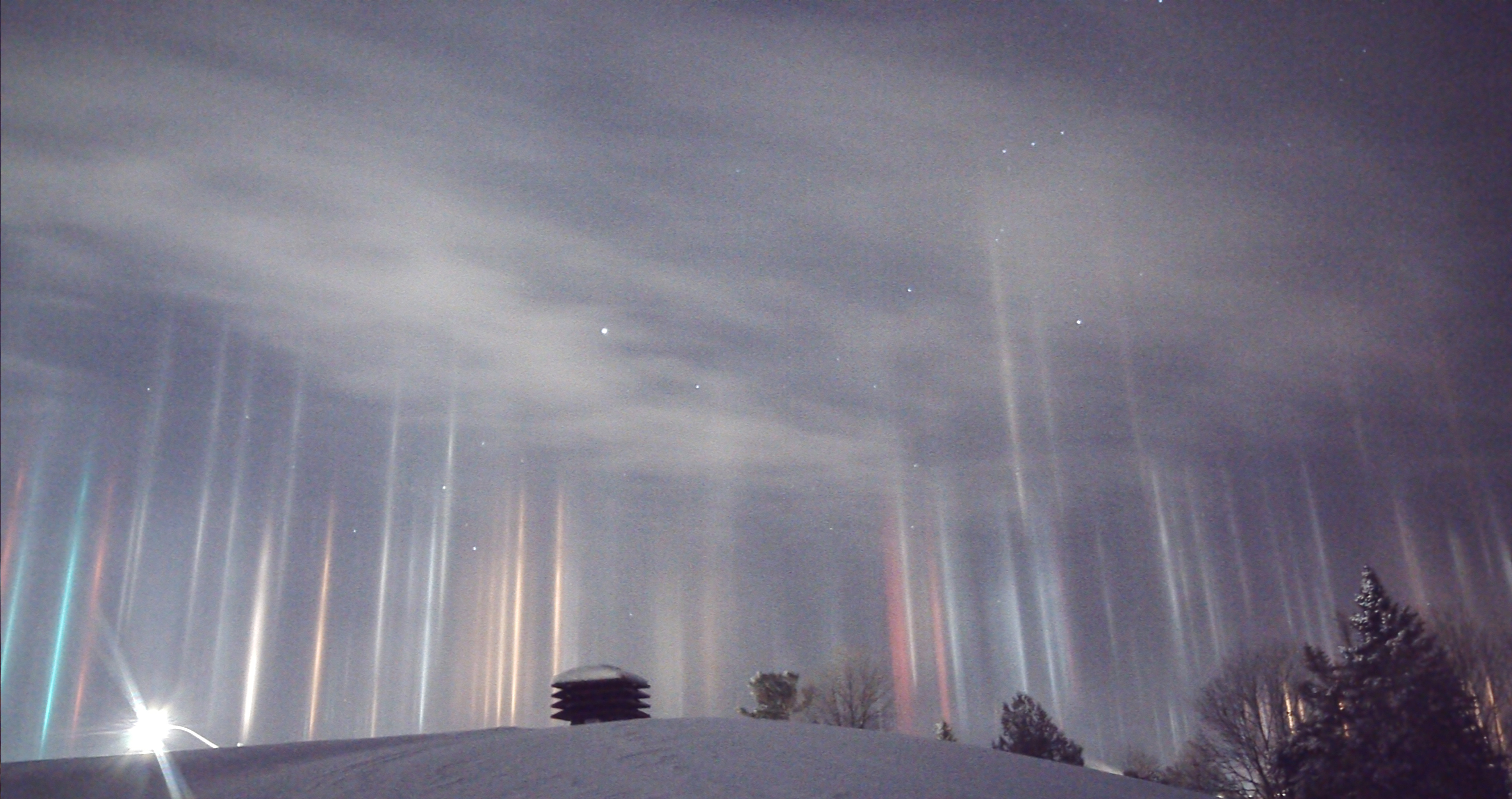
Световые столбы от искусственных источников света над городом Норт-Бей (Онтарио, Канада)
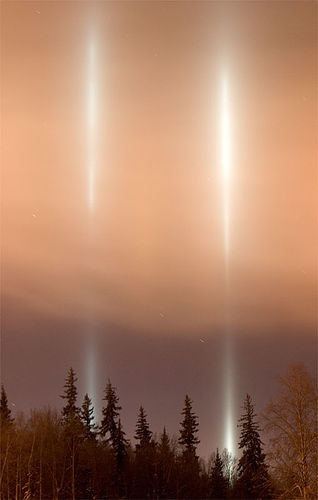
Столбы над двумя яркими прожекторами в Фэрбанксе (Аляска, США)
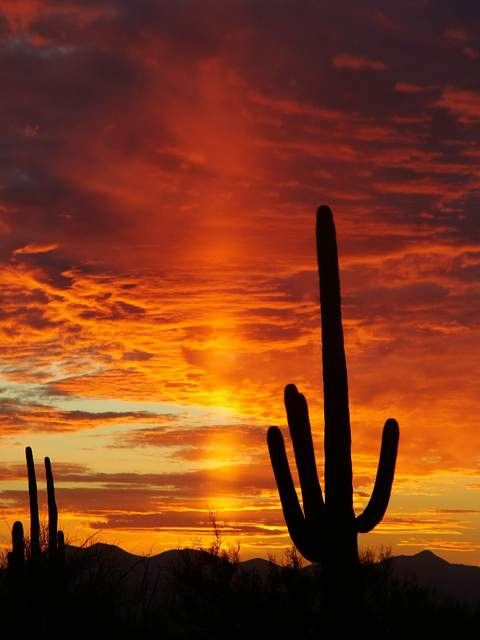
Солнечный столб на закате в пустыне (Тусон, Аризона, США)
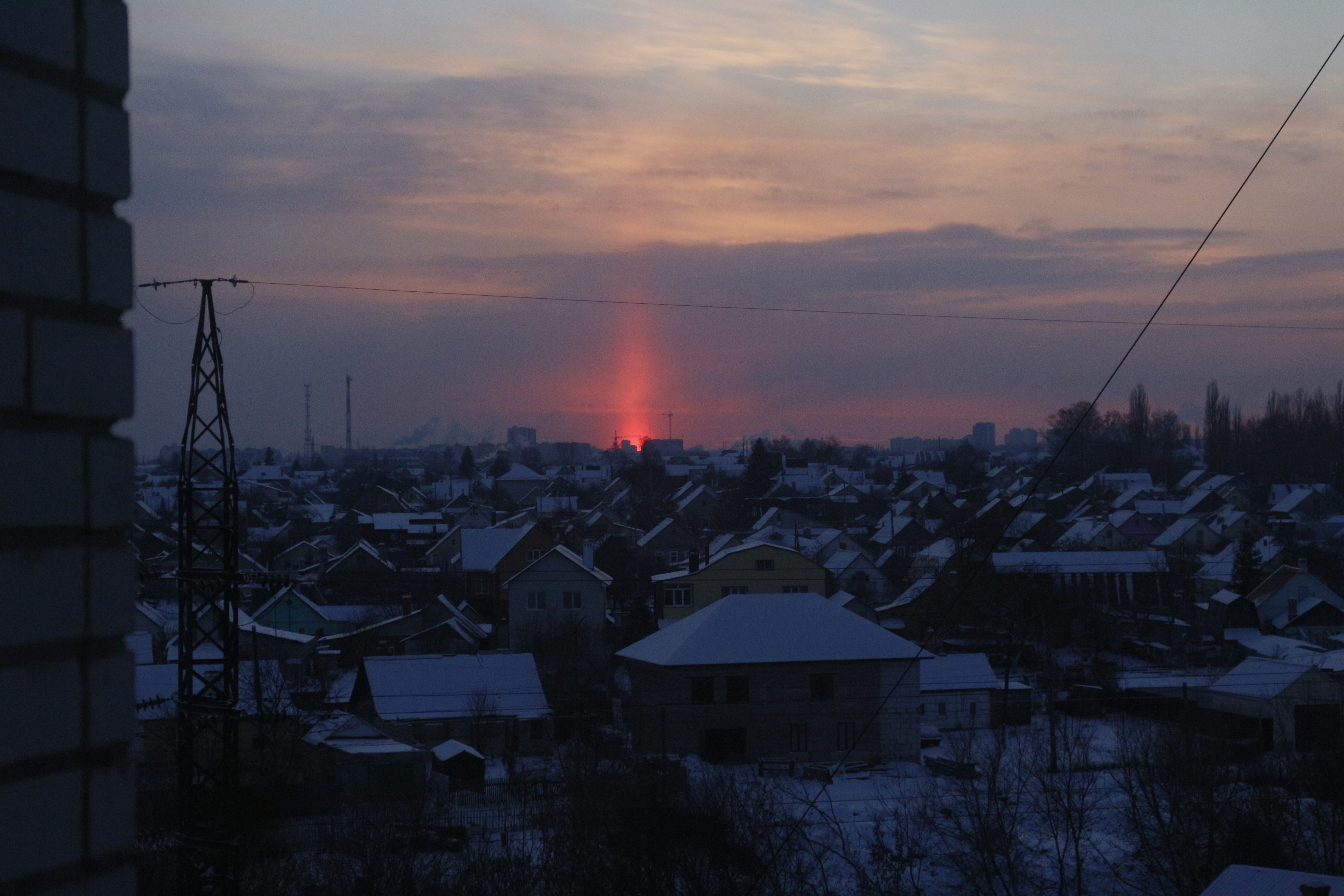
Солнечный столб в Липецке, Российская Федерация
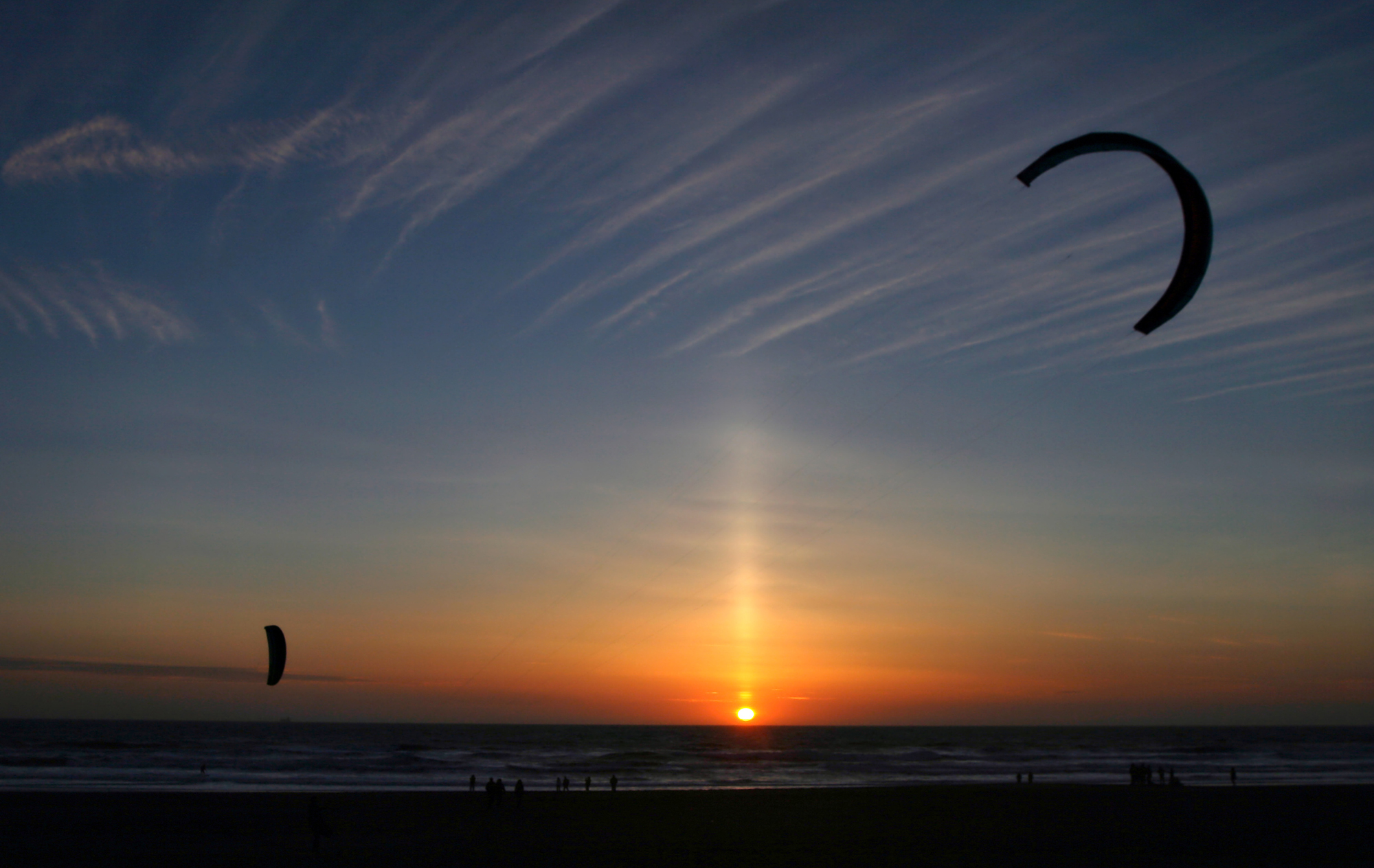
Солнечный столб в Сан-Франциско (США)
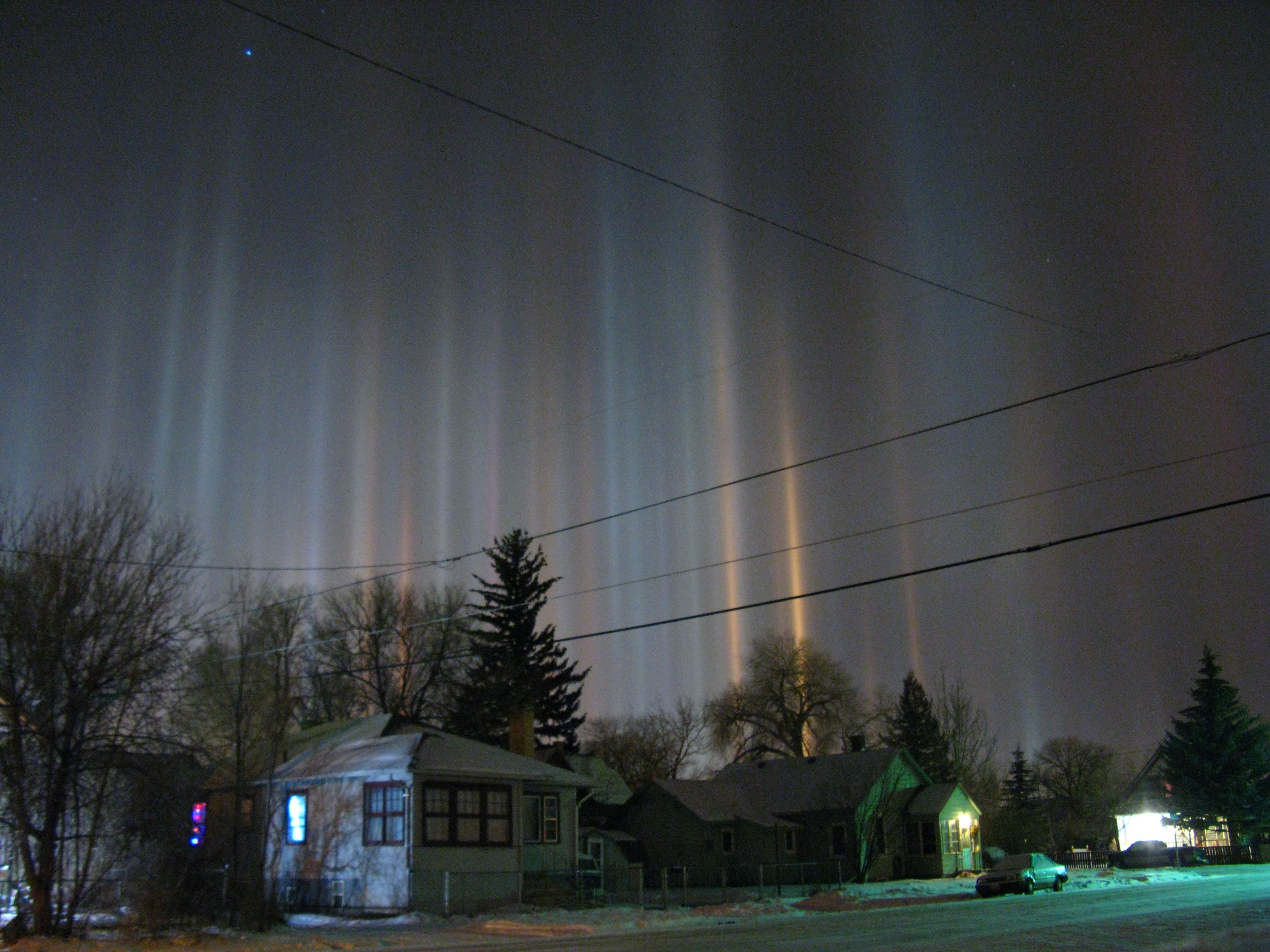
Световые столбы зимней ночью в г. Ларами (Вайоминг, США)
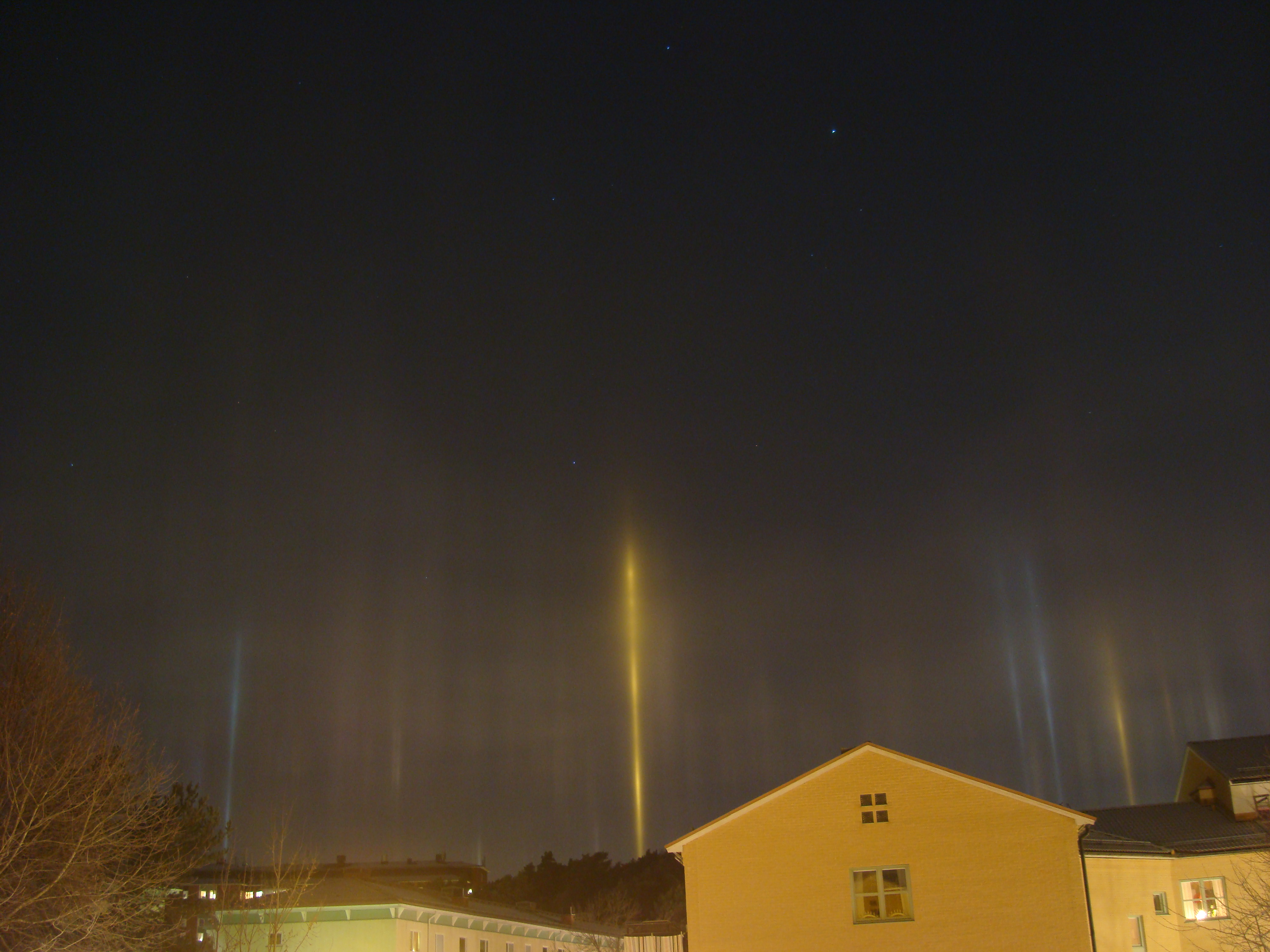
Световые столбы январской ночью над Стокгольмом (Швеция)
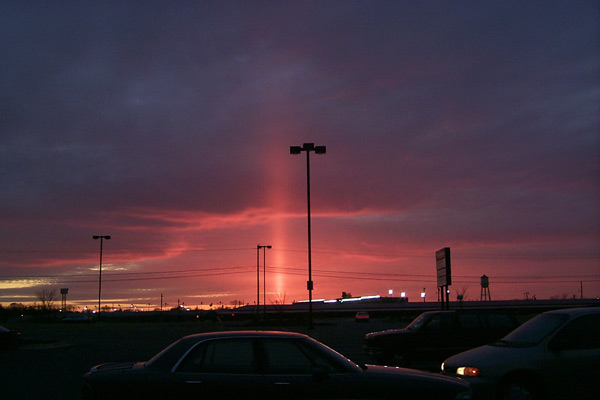
Солнечный столб в Западной Виргинии
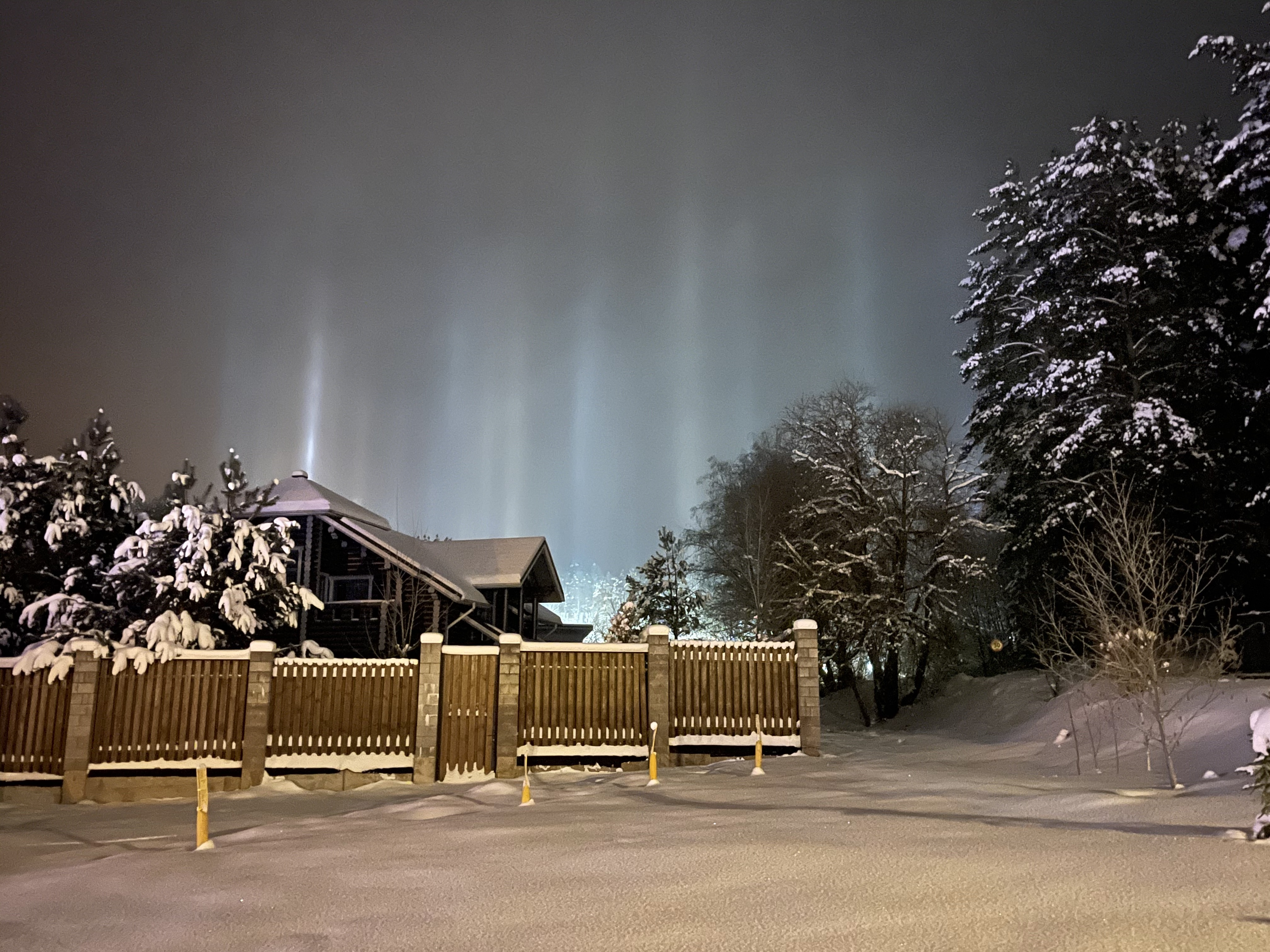
Световые столбы в Раубичах (Беларусь)